# Habanita
Habanita est un parfum français. 
Créé en 1921 par le parfumeur Molinard, Habanita est le premier parfum oriental féminin à utiliser le vétiver, essence réservée jadis aux hommes. Né dans l’atmosphère des Années Folles, il connaît rapidement le succès, notamment auprès des Garçonnes. 

## Histoire
A l’origine, sa formule a été créée pour atténuer l'odeur caractéristique du tabac: vendue sous forme d'extrait, on en imprégnait la cigarette avant de la fumer, comme il était d'usage pour les femmes. Ce n'est qu'en 1924 qu’il fut proposé à la vente en parfumerie sous la forme de flacon ouvragé. À l'époque, sa publicité assurait qu'il était « le parfum le plus tenace du monde ».

## Composition
Début du XXe siècle, la 2ème génération des Parfums Molinard est en place. Le Parfumeur Maison travaille dans le plus grand secret sur la conception d’une nouvelle fragrance. Les essais vont bon train mais, au moment de sentir « son œuvre », le résultat n’est pas exactement celui qu’il avait imaginé. Intrigué, il questionne, fait des recherches… Enfin, le mystère est élucidé : le Vétiver est bien là mais l’un des préparateurs a incorporé en plus, par hasard, une matière première spéciale qu’il n’aurait jamais utilisée sciemment.
Seul Molinard connaît le secret de fabrication… L’accord obtenu est un succès immédiat.
Ce parfum mythique dévoile une palette olfactive riche de près de 680 essences. S'y trouvent des notes de vanille, de musc, d'agrumes et d'épices.

## Flacon
Dans les années 1930, les plus grands maîtres verriers comme René Lalique, Baccarat et J. Viard, ont façonné et signé pour Habanita des flacons de parfum[réf. nécessaire].
Son actuel flacon noir est une réinterprétation de son écrin d’origine et de la frise Lalique, spécialement dessinée pour Habanita[réf. nécessaire]. 

## Succès
La réclame de 1921 prédisait déjà à Habanita un grand destin la qualifiant de parfum « le plus tenace du monde ».[réf. nécessaire]
De 1920 à 1936, les affiches font figurer de superbes créatures tout droit sorties des volutes de fumée. L’accroche ? Habanita souligne votre personnalité[réf. nécessaire].
En 1930, un tango célèbre à l’époque chante son nom. 

## Postériorité
Habanita est relancé en ses différents produits dérivés à partir de 1970, notamment par le biais d'une campagne de spots publicitaires télévisuels.
En 1988, la formule est recomposée par la société Roure Bertrand Dupont (RBD) et devient plus boisée.
Molinard relance Habanita en eau de parfum en 2012 dans un nouveau flacon orné de la frise de René Lalique spécialement conçue pour le parfumeur dans les années 1930..
En 2013, Habanita L’Esprit cible la nouvelle génération de femmes[réf. souhaitée].